# Transporter 2
Transporter 2 es una película francesa de 2005, dirigida por Louis Leterrier y protagonizada por Jason Statham.
La película "The Transporter", éxito cinematográfico producido y escrito por el guionista, director y productor francés Luc Besson (El quinto elemento, El gran azul), vuelve a la pantalla convertida en secuela que pretende ser mucho más espectacular que la primera. Al protagonista también de esta segunda parte, Jason Statham (The Expendables, The Italian Job) le acompañan dos exmodelos Amber Valletta (Hitch) y Kate Nauta. Con localizaciones en Florida, el rodaje fue complicado por las continuas tormentas tropicales y huracanes que asolaban el estado.

## Sinopsis
Frank Martin es el mejor en el negocio. Este antiguo miembro de las Fuerzas Especiales se hace contratar como "transportador" mercenario para llevar mercancías (personas o cualquier otra cosa) y nunca hace preguntas. Tras anteriores aventuras, Martin decide trasladarse a la paradisíaca ciudad de Miami para trabajar de chófer con una familia rica. Durante su estancia en Miami, forma una buena relación con el pequeño de la casa, Jack, que cuenta sólo con seis años y al que lleva al colegio. Cuando el niño es secuestrado y envenenado con una droga letal con el fin de llegar a su padre, Frank se lanza a una peligrosa operación de rescate de acción y adrenalina.

## Recepción
The Transporter 2 se estrena oficialmente en Francia el 3 de agosto de 2005, el 2 de septiembre en los Estados Unidos, en septiembre y diciembre de este año en Latinoamérica, y el 14 de octubre del mismo año en España. En su primer fin de semana del día de Labores en Estados Unidos recaudaron más de 16 000 000 de dólares en total 43 000 000 de dólares, al igual que muchas recaudaciones en otros países con un presupuesto total de 85 000 000 de dólares.

## Fechas de Estreno Mundial
| País                                                                          | Fecha de estreno                   |
| ----------------------------------------------------------------------------- | ---------------------------------- |
| Alemania                                                                      | Jueves 1 de septiembre de 2005     |
| Argentina                                                                     | Jueves 17 de noviembre de 2005     |
| Australia                                                                     | Jueves 29 de septiembre de 2005    |
| Austria                                                                       | Viernes 2 de septiembre de 2005    |
| Bélgica                                                                       | Miércoles 24 de agosto de 2005     |
| Belice · Costa Rica · El Salvador · Guatemala · Honduras · Nicaragua · Panamá | Jueves 3 de noviembre de 2005      |
| Bolivia                                                                       | Jueves 22 de diciembre de 2005     |
| Brasil                                                                        | Viernes 21 de octubre de 2005      |
| Bulgaria                                                                      | Viernes 9 de septiembre de 2005    |
| Chile                                                                         | Jueves 13 de octubre de 2005       |
| China                                                                         | Martes 14 de febrero de 2006       |
| Colombia                                                                      | Viernes 11 de noviembre de 2005    |
| Corea del Sur                                                                 | Viernes 21 de octubre de 2005      |
| Croacia                                                                       | Jueves 8 de diciembre de 2005      |
| Ecuador                                                                       | Viernes 9 de diciembre de 2005     |
| Egipto                                                                        | Miércoles 14 de diciembre de 2005  |
| Emiratos Árabes Unidos                                                        | Miércoles 21 de septiembre de 2005 |
| Eslovenia                                                                     | Jueves 8 de diciembre de 2005      |
| España                                                                        | Viernes 14 de octubre de 2005      |
| Estados Unidos · Canadá                                                       | Viernes 2 de septiembre de 2005    |
| Estonia                                                                       | Viernes 16 de septiembre de 2005   |
| Filipinas                                                                     | Miércoles 28 de septiembre de 2005 |
| Francia                                                                       | Miércoles 3 de agosto de 2005      |

| País                         | Fecha de estreno                   |
| ---------------------------- | ---------------------------------- |
| Grecia                       | Jueves 6 de octubre de 2005        |
| Hong Kong                    | Jueves 6 de octubre de 2005        |
| Hungría                      | Jueves 22 de septiembre de 2005    |
| India                        | Viernes 30 de septiembre de 2005   |
| Indonesia                    | Miércoles 14 de septiembre de 2005 |
| Islandia                     | Viernes 14 de octubre de 2005      |
| Italia                       | Viernes 25 de noviembre de 2005    |
| Jamaica                      | Miércoles 31 de agosto de 2005     |
| Japón                        | Sábado 3 de junio de 2006          |
| Letonia                      | Viernes 16 de septiembre de 2005   |
| Líbano                       | Jueves 20 de octubre de 2005       |
| Lituania                     | Viernes 14 de octubre de 2005      |
| Malasia                      | Jueves 13 de octubre de 2005       |
| México                       | Viernes 16 de septiembre de 2005   |
| Noruega                      | Lunes 26 de diciembre de 2005      |
| Nueva Zelanda                | Jueves 3 de noviembre de 2005      |
| Países Bajos                 | Jueves 13 de octubre de 2005       |
| Perú                         | Jueves 29 de diciembre de 2005     |
| Polonia                      | Jueves 10 de noviembre de 2005     |
| Portugal                     | Jueves 5 de enero de 2006          |
| Puerto Rico                  | Jueves 1 de septiembre de 2005     |
| Reino Unido Irlanda          | Viernes 25 de noviembre de 2005    |
| República Checa · Eslovaquia | Jueves 20 de octubre de 2005       |
| República Dominicana         | Jueves 15 de septiembre de 2005    |
| Rumania                      | Viernes 4 de noviembre de 2005     |
| Rusia                        | Jueves 8 de septiembre de 2005     |
| Serbia y Montenegro          | Jueves 10 de noviembre de 2005     |
| Singapur                     | Jueves 20 de octubre de 2005       |
| Sudáfrica                    | Viernes 16 de septiembre de 2005   |
| Suecia                       | Viernes 13 de enero de 2006        |
| Tailandia                    | Jueves 22 de septiembre de 2005    |
| Taiwán                       | Sábado 24 de septiembre de 2005    |
| Turquía                      | Viernes 14 de octubre de 2005      |
| Ucrania                      | Jueves 3 de noviembre de 2005      |
| Venezuela                    | Viernes 11 de noviembre de 2005    |